# 宇都宮オークラ劇場
宇都宮オークラ劇場（うつのみやオークラげきじょう、英: UTSUNOMIYA OKURA GEKIJYO）は、かつて存在した日本の映画館である。大蔵映画株式会社が経営・運営し、おもに成人映画を上映した。所在地は栃木県宇都宮市塙田3丁目5番21号。2014年（平成26年）8月29日に閉館した。

## 特徴
- 姉妹館の上野オークラ劇場、横浜光音座IIが封切館なのに対し、2-3か月遅れで新作が上映される下番館であった。3本立て興行とし、入れ替え制を採用していなかった。
- 毎週土曜日のオープン時に上映作品が3本とも変更となった。
- 毎週金曜日、土曜日はオールナイト上映しており、晩年は女装、カップルの利用者も増加していた。

## 歴史
- 1971年 - 大蔵貢の大蔵映画株式会社により新設オープン[4]。当初より成人映画館としてピンク映画を上映した。
- 2009年 - 同社が経営・運営する上野スタームービーの閉館に伴い、座席（シート）を上野から移設・交換しリニューアルした。
- 2014年8月29日 - 閉館。建物は直ちに解体され、2023年現在は裏手にある「飯田病院」の駐車場の一部となっている。

### 支配人
1. 佐々木辰雄 （1971年12月24日 - 1980年2月19日）
2. 内山哲哉 （1980年2月20日 - 1999年1月26日）
3. 小山賢司 （1999年2月1日 - 2003年3月25日）
4. 石田圭 （2003年3月26日 - 2012年3月31日）
5. 大蔵貢一郎 （2012年4月1日 - 2013年3月31日）
6. 市川博 （2013年4月1日 - 2014年8月31日）